# Robert Ulvede
Robert Ulvede, född 28 januari 1965 och bosatt i Stockholm, är en svensk författare. Han har studerat biblioteks- och informationsvetenskap vid högskolan i Borås, fil.kand i idéhistoria.